# Сајмонтон Лејк (Индијана)
Сајмонтон Лејк (енгл. Simonton Lake) насељено је место без административног статуса у америчкој савезној држави Индијана.

## Демографија
По попису из 2010. године број становника је 4.678, што је 625 (15,4%) становника више него 2000. године.
| Група             | 2000.         | 2010.         |
| Белци             | 3.769 (93,0%) | 3.984 (85,2%) |
| Афроамериканци    | 66 (1,6%)     | 229 (4,9%)    |
| Азијати           | 63 (1,6%)     | 129 (2,8%)    |
| Хиспаноамериканци | 102 (2,5%)    | 221 (4,7%)    |
| Укупно            | 4.053         | 4.678         |